# 3371 Giacconi
A 3371 Giacconi (ideiglenes jelöléssel 1955 RZ) a Naprendszer kisbolygóövében található aszteroida. Indianai Egyetem fedezte fel 1955. szeptember 14-én.